# Pantoja
Pantoja – gmina w Hiszpanii, w prowincji Toledo, w Kastylii-La Mancha, o powierzchni 28,16 km². W 2011 roku gmina liczyła 3360 mieszkańców.